# Cytora
Cytora es un género de moluscos gasterópodos de la familia de los Pupinidae. Este género es endémico en Nueva Zelanda.

## Descripción
La altura de la concha es inferior a 7 mm.

## Especies
Hay 42 especies en el género Cytora. De ellos, 23 fueron descritos por primera vez en 2007.
Las especies en el género Cytora incluyen:
- Cytora ampla (Powell, 1941)
- Cytora annectens (Powell, 1948)
- Cytora aranea (Powell, 1928)
- Cytora calva (Hutton, 1883)
- Cytora chiltoni (Suter, 1896)
- Cytora cytora (Gris, 1850)
- Cytora depressa Gardner, 1968
- Cytora fasciata (Suter, 1894)
- Cytora filicosta (Powell, 1948)
- Cytora hedleyi (Suter, 1894)
- Cytora hirsutissima (Powell, 1951)
- Cytora hispida Gardner, 1967
- Cytora kiama Climo, 1973
- Cytora lignaria (Pfeiffer, 1857)
- Cytora pallida (Hutton, 1883)
- Cytora pannosa (Powell, 1951)
- Cytora septentrionale (Suter, 1907)
- Cytora solitaria (Powell, 1935)
- Cytora tekakiensis Gardner, 1967
- Cytora torquilla (Suter, 1894)